# Delia Domínguez
Delia Domínguez Mohr (Osorno, 11 de agosto de 1931-Santiago, 7 de noviembre de 2022) fue una poeta chilena, miembro de la llamada generación literaria de 1950.

## Biografía
Descendiente de colonos alemanes, fue hija del abogado y juez Luis Domínguez y Amalia Mohr. Su madre murió de tuberculosis en 1936 y su padre la envió a ella y a su hermano Luis a un internado.
Estudió en el Colegio de las Monjas Alemanas de Osorno. Sobre su época de colegiala, declaró que se sentía "muy sola, tanto que hablaba con los perros y los caballos". "Era una niña transgresora e insolente por lo cual las monjas me encerraban castigada. En uno de esos castigos leí en la revista Margarita las bases para un concurso nacional de poesía para los alumnos de enseñanza básica que se llamaba La uva, allí escribí un poema sin saber claramente qué era un poema, y con él gané el primer premio. De Santiago, el ministerio de Educación envió un diploma  a mi colegio que fue recibido en la rectoría de donde me llamaron. Allí, la reverenda madre me dijo: 'niña hipócrita, por qué no me dijo que usted era poeta' y me mostró el diploma de reconocimiento. ¡Mira la monja lesa!, en vez de felicitarme me retaba porque yo no le dije que había participado en ese concurso. Desde entonces, cuando tenía siete años, me llamaron sarcásticamente la Neruda-Domínguez".
Estudió Derecho en la Universidad de Chile, pero al tercer año abandonó leyes y se dedicó a administrar la hacienda familiar, el fundo Santa Amelia de Tacamó, en Osorno. Durante su época de estudiante sufrió su segunda gran tragedia (la muerte de su madre había sido la primera): a los 20 años de edad, perdió al amor de su vida. Delia recuerda: "Nunca quise así antes de él y nunca más volví a querer de esa manera. Él se llevó, con su muerte, mi amor. Yo estudiaba Derecho en Santiago, él tenía una lechería en el sur con un socio. Llevábamos tres años juntos, ya estábamos con ilusión, ese anillito que precede al compromiso definitivo. Mi padre me había venido a ver y, ese día, fuimos a tomar té al Crillón. Mientras nos atendían, me pasó el diario -él tampoco sabía-, lo abro y veo la noticia: 'Joven baleado en Osorno'. Le metieron cuatro balas, falleció instantáneamente. El asesino era un extrabajador suyo. Ese día se me apagó una parte de la alegría. Fue muy brutal".
Colaboró con diversas publicaciones, particularmente con la revista Paula, de la que fue jefa de redacción y crítica literaria. Ha sido también conductora en algunos programas televisivos de arte para el canal 9 de la Universidad de Chile y panelista en el programa Carretera Cultural de la radio Chilena.
Fue directora de la Sociedad de Escritores de Chile y de su revista, Alerce.
Miembro de número de la Academia Chilena de la Lengua, el 25 de mayo de 1992 pasó a ocupar el 4.º sillón. Su discurso de incorporación se titulaba Señales de una Poesía Mestiza en el Paralelo 40° Sur. 
Desde que murió su padre, en 1970, vivió en la misma casa del barrio de Providencia, en Santiago.
Sus poemas han sido traducidos a varios idiomas, particularmente al alemán y al inglés. Ha sido nominada cuatro veces al Premio Nacional de Literatura.
"Su obra poética, según propone Juan Villegas, correspondería a una fusión entre la antipoesía y la poesía de los lares, cuyo matiz diferenciador está dado por la ausencia y la amargura de la antipoesía y la magnificación del espacio campesino, en el caso de la poesía lárica".
Neruda, su amigo, dijo de ella: "Compréndase que por naturaleza, por formación ecológica, la poesía de Delia Domínguez, osornina de los bosques de Osorno, es atrevida y descalza; sabe caminar sin miedo entre espinas y guijarros, vadear torrentes, enlazar animales, unirse al coro de las aves australes sin someterse al tremendo poderío natural para conversar con tristeza o con amor con todos los objetos y los seres. Mi amiga silvestre criada entre los avellanos y helechos antárticos domina la relación humana con la ternura que adquirió aprendiendo y defendiéndose de la soledad."

## Premios y distinciones
- Premio Municipal Pedro de Oña 1966.
- Hija Ilustre de la ciudad de Osorno, 1992.
- Premio Consejo Nacional del Libro 1996.
- Premio de la Fundación Felipe Herrera Lane 1999.
- Premio Universidad Mayor 2001.
- Finalista del Premio Altazor de Poesía 2001 con Huevos revueltos.
- Orden al Mérito Artístico y Cultural Pablo Neruda, medalla al Mérito Cultural 2005.

## Obra
- Simbólico retorno, 1955
- La tierra nace al canto, 1958
- Obertura siglo XX, 1961
- Parlamentos del hombre claro, 1963
- Contracanto, 1968
- El sol mira para atrás, 1973
- Pido que vuelva mi ángel, 1982
- La gallina castellana y otros huevos, 1995
- Huevos revueltos, 2000
- Clavo de olor, 2004
- El sol mira para atrás. Antología personal de poesía y prosa, Catalonia, 2008; incorpora poemas de otros libros
- Al trabajador del campo, 2008
- Paralelo 40 Sur, antología, con poemas y cuentos inéditos, 2012